# Louis Delvaux
Louis Jean-Baptiste Delvaux (Orp-le-Grand, 21 oktober 1895 - Geldenaken, 24 augustus 1976) was een Belgisch politicus en minister voor de Katholieke Partij en rechter bij het Europees Hof van Justitie.

## Levensloop
Louis Delvaux promoveerde tot doctor in de rechten aan de Katholieke Universiteit Leuven, waarna hij beroepshalve advocaat werd aan de balies van Leuven en Nijvel.
Van 1931 tot 1940 en van 1944 tot 1945 was hij journalist voor Le Vingtième Siècle, Le Soir en La Cité.
Voor de Katholieke Partij was Delvaux van 1936 tot 1946 voor het arrondissement Nijvel lid van de Kamer van volksvertegenwoordigers. Hij was bovendien van februari tot juni 1945 minister van Landbouw in de regering-Van Acker I.
In 1946 keerde hij terug naar de balie. Van 1949 tot 1953 was hij voorzitter van de raad van beheer van de Dienst van het Sequester. Hij was tevens censor van de Nationale Bank van België en beheerder van de Nationale Maatschappij voor de Kleine Landeigendom tot maart 1953.
Na het einde van zijn politieke loopbaan was Delvaux van 1952 tot 1967 rechter bij het Europees Hof van Justitie.